# 伊迈德·穆格尼耶
伊迈德·穆格尼耶 ，全名為伊迈德·法耶兹·穆格尼耶（阿拉伯语：عماد فايز مغنية；1962年12月7日—2008年2月12日），是一名黎巴嫩的伊斯兰圣战组织和真主党成员。他被认为是真主党军事，情报和安全机构内的主要领导人。在20世纪80年代，他被認為是真主党的创始人之一。他被形容为“一位出色的军事战术家和一位成功的政治领袖” 也是真主党内的一位“超级参谋长”，曾经是真主党领导人的可能继任者。

## 生平
1962年12月7日，穆格尼耶出生在黎巴嫩南部的一户农民家庭，是家中的长子。他10岁时，全家迁往贝鲁特南郊，随即进入宗教学校就读。

## 指控
他被指控计划轰炸贝鲁特海军陆战队营地，谋杀241名美国人。他是美国驻贝鲁特大使馆两次爆炸案的主要嫌犯。
1985年的美国环球航空公司客机劫持案。
1992年3月袭击以色列驻阿根廷大使馆爆炸事件。
1994年的布宜诺斯艾利斯犹太教堂爆炸事件。

## 暗杀
2008年2月12日晚，当他离开大马士革喀法热苏沙区的公寓，走向停在楼前的银色三菱“帕杰罗”越野车时，汽車突然爆炸，伊迈德·穆格尼耶被炸死。
2015年，黎巴嫩真主党承认穆罕默德·沙乌拉巴（Mohammad Shawraba）是导致穆格尼耶死亡的以色列的线人。

## 评价
美国国务院发言人仅仅表示，穆格尼耶是“冷血杀手、大屠杀的主谋、血债累累的恐怖分子，世上没他会更好。”